# Hypolimnas kirbyi
Hypolimnas kirbyi är en fjärilsart som beskrevs av Butler 1898. Hypolimnas kirbyi ingår i släktet Hypolimnas och familjen praktfjärilar. Inga underarter finns listade i Catalogue of Life.